# Armamar
Armamar est une municipalité (en portugais : concelho> ou município) du Portugal, située dans le district de Viseu et la région Nord.province de Beira Alta

## Géographie
Armamar est limitrophe :
- au nord, de Peso da Régua,
- au nord-est, de Sabrosa,
- à l'est, de Tabuaço,
- au sud-est, de Moimenta da Beira,
- au sud-ouest, de Tarouca,
- à l'ouest, de Lamego.

## Démographie
| 1801  | 1849  | 1900   | 1930   | 1960   | 1981  | 1991  | 2001  | 2004  |
| ----- | ----- | ------ | ------ | ------ | ----- | ----- | ----- | ----- |
| 3 641 | 4 882 | 12 092 | 11 330 | 12 159 | 9 426 | 8 677 | 7 492 | 7 318 |

| 2011  | - | - | - | - | - | - | - | - |
| ----- | - | - | - | - | - | - | - | - |
| 6 297 | - | - | - | - | - | - | - | - |

## Subdivisions
La municipalité d'Armamar groupe 19 paroisses (freguesia, en portugais) :
- Aldeias
- Aricera
- Armamar
- Cimbres
- Coura
- Folgosa
- Fontelo
- Goujoim
- Queimada
- Queimadela
- Santa Cruz, auparavant nommée Santa Cruz de Lumiares
- Santiago
- Santo Adrião
- São Cosmado
- São Martinho das Chãs
- São Romão
- Tões
- Vacalar
- Vila Seca